# Brian Pilkington
Brian Pilkington (Leyland, 12 febbraio 1933 – 7 febbraio 2020) è stato un calciatore inglese, di ruolo centrocampista.

## Palmarès

### Club

#### Competizioni nazionali
- Campionato inglese: 1

Burnley: 1959-1960
- Community Shield: 1

Burnley: 1960